# Денпасар

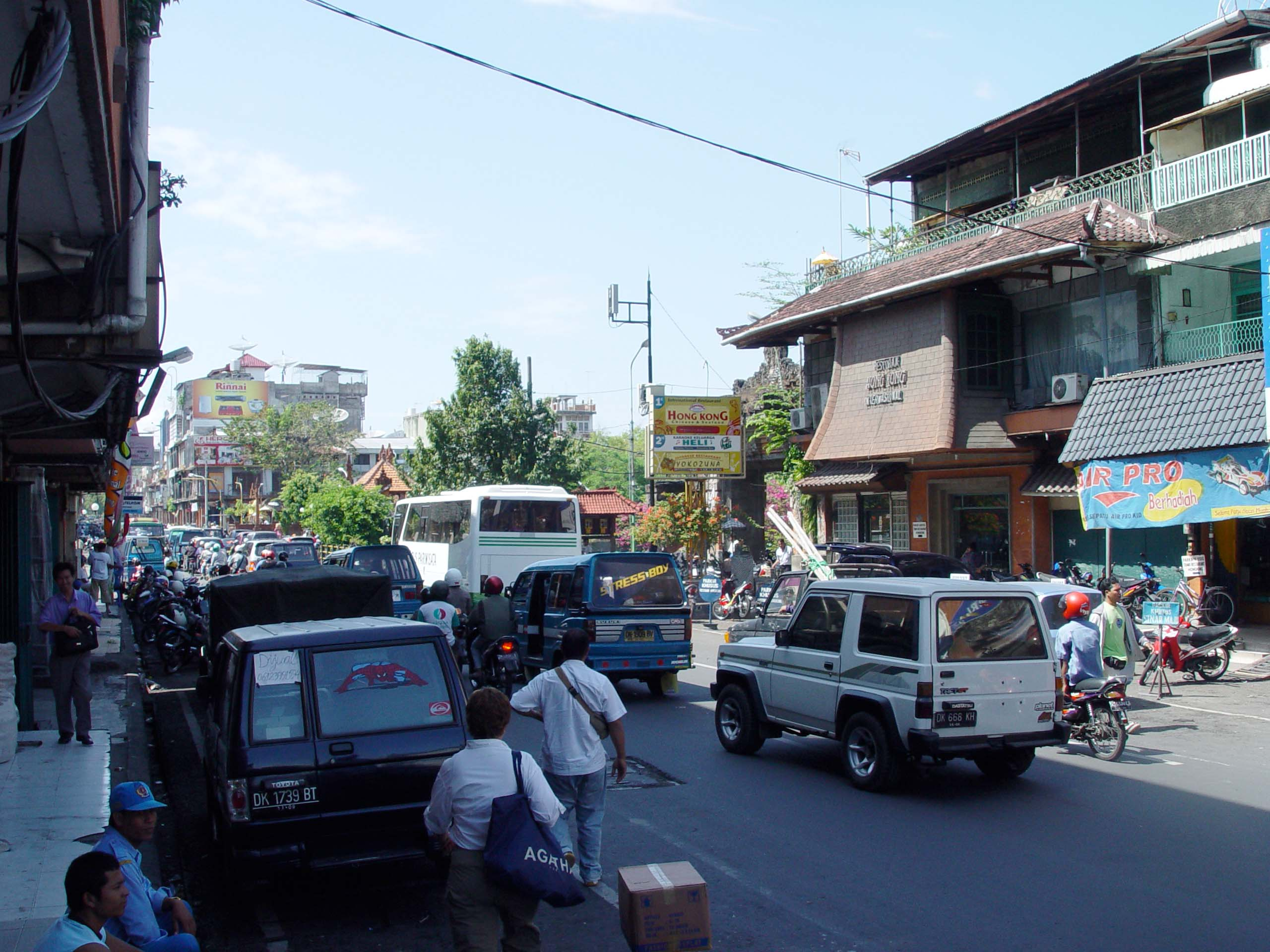
На улицах Денпасара

Денпаса́р (индон. Kota Denpasar, балийск. ᬤᬾᬦ᭄ᬧᬲᬃ Kota Denpasа́r) — город на юге индонезийского острова Бали, административный центр провинции Бали. Имея население 500 тысяч жителей (с ближайшими пригородами около 700 тыс. человек), Денпасар является самым населённым пунктом острова и единственным населённым пунктом Бали, который в соответствии с современным административно-территориальным делением Индонезии, имеет статус города.
Санур с востока и Кута с юга практически слились со столицей, вместе они представляют собой крупную городскую агломерацию.

## Этимология
Ранее город назывался Бадунг в честь реки Бадунг, что переводится как «непослушный». Современное название Денпасар на балийском языке означает «к северу от рынка».

## История
Денпасар стал столицей Бали в 1958 году, до этого на протяжении веков он являлся столицей княжества Бадунг. Его архитектура испытала на себе влияние разных культур: яванской, китайской, европейской. Китайские традиции особенно заметны в центре города. С приходом в XIX в. голландских колонизаторов появились приметы европейских веяний. Денпасар, несмотря на бурное строительство в последние годы, продолжает сохранять провинциальный вид. Здесь ещё можно встретить рисовые поля и сады рядом с храмами, домами брахманов и дворцами. Модные виллы построены прямо на рисовых полях, административные здания расположены вдоль дорог, типично сельские постройки соседствуют с современной архитектурой.
Город долгое время был административным центром княжества и важным торговым узлом. Тут же находилась резиденция местной аристократии. В XIX веке Бали подчинили голландцы, контролируя его вплоть до XX века. Со временем местные власти попытались отстоять свои права, но голландцы только укрепили своё положение. В 1906 году Бадунг был оккупирован их войсками.
Однако когда армия колонизаторов подошла ко дворцу раджи, случилось непредвиденное. Вышедшего навстречу армии раджу сопровождали члены его семейства, жрецы, а также знатные сановники. И сам правитель, и те, кто были в его окружении, были облачены в похоронные одежды белого цвета. В руках у них находился традиционный кинжал — крис. Когда раджа дал знак, жрец вонзил нож в сердце своего правителя. Примеру раджи, совершившего ритуальное самоубийство, последовали и те, кто входил в состав его свиты. Голландская армия испугалась осуждения мирового сообщества и покинула территорию острова.
А в 1936 году город было решено переименовать в Денпасар. Статус столицы он получил в 1958 году. До этого её роль выполнял город Сингаранджа. На современный облик Денпасара повлияли яванская, китайская и европейская культуры. Все эти культурные тенденции сегодня непрерывно взаимодействуют, создавая неповторимый облик города. Но все же доминирующую роль по сей день играют национальные мотивы.
Аэропорт Бали называется Нгурах-Рай.

## География
Город разделяет река Бадунг

## Достопримечательности

### Площадь Пупутан
Географический и исторический центр города. Монумент на площади увековечивает события 1906 года, так называемый пупутан в Бадунге, когда перед боем с колониальными войсками раджа Бадунга, его семья и домочадцы, женщины и дети, бадунгская знать и слуги дворца совершили культовый обряд самоубийства. На глазах голландских войск, вооружённых ружьями и пушками, балийцы в белых одеяниях и дорогих украшениях из золота закололи себя кинжалами. Голландцы были потрясены увиденным, а солдаты бросились к мёртвым и агонизирующим телам, чтобы снять золотые вещи. Памятник представляет собой группу: мужчину, женщину и двоих детей с малайскими кинжалами в руках.

### Музей Бали
Музей Бали был построен в 1910 году голландцем, пытавшимся воспрепятствовать разграблению предметов балийского искусства и их вывозу в Нидерланды и Соединённые Штаты. При участии Вальтера Шписа в здании открылся музей антропологии и этнографии. Он состоит из множества традиционных павильонов, которые воспроизводят архитектуру дворцов и храмов. Маски, малайские кинжалы — крисы, картины и скульптуры иллюстрируют историю и образ жизни Бали.
В северной части в павильоне выставлены маски и костюмы Рангды и баронга. В главном здании находятся несколько экспонатов доисторического периода, саркофаги, датируемые II в. до н. э., клетки из бамбука или индийского тростника, предназначенные для транспортировки бойцовых петухов. Две черно-белые фотографии — документальные свидетельства пупутана.

### Пура Джагатнатха
Рядом с музеем дворец Джагатнатха, возведенный в 1953 году в честь высшего балийского божества Санг Хиянг Види. Святыня построена из коралла и покоится на черепахе, которая символизирует земной шар. Змеи (наги) охраняют черепаху. Вокруг скульптурные группы, изображающие эпизоды из «Рамаяны» и «Махабхараты».

### Магазины
В Денпасаре продаются ценные сувениры: серебро в стиле филигрань, малайские кинжалы — крисы, куклы, классические саронги. Много ювелирных изделий из золота и серебра.

### Храм Агунг Джагатнатха Темпл (Pura Agung Jagatnatha)
Он был построен в период 1970-х годов. Располагается он неподалёку от музея Бали. Построили его в честь божества по имени Хьянг Тунггала (Hyang Tunggala), который возглавляет пантеон балийско-индуистской религии. Особенность этого храма заключается в том, что в качестве основного строительного материала при его возведении был использован белый коралл. В оформлении здания храма можно увидеть большое количество образов, связанных с древней мифологией. Поэтому храм Джагатнатха определённо стоит посетить поклонникам балийского культурного наследия и всем тем, кто интересуется особенностями восточных религий.

### Храм Пура Маоспахит (Pura Maospahit)
Построен в XIV столетии. В тот исторический период Бали находился под большим влиянием яванской династии Маджапахит (Majapahit) по распоряжению представителей которой и был построен этот храм. Архитектурное оформление здания отличается от традиционного облика религиозных зданий Денпасара. Храм Маоспахит практически целиком сделан из кирпича. Но при этом здесь можно увидеть большое количество статуй древних божеств, вид которых вряд ли сможет оставить кого-либо равнодушным.

### Мечеть Судирмана (Masjid Sudirman)
В центральной части Денпасара находится мечеть Судирмана (Masjid Sudirman). Располагается она на территории военной зоны, но все же она доступна для свободного посещения публики. Мечеть Судирмана отличается своей необычной архитектурой. Она включает в себя, в том числе и элементы балийской архитектуры, что является своеобразной данью уважения местной культуре.

### Мечеть Мухаммеда (Masjid Muhammad)
Ещё одно здание, заслуживающее внимания — Мечеть Мухаммеда (Masjid Muhammad). По своему внешнему оформлению она сделана аналогично мечетям, которые можно увидеть в странах арабского мира. Находится она на улице Джалан Имам Бонджол (Jalan Imam Bonjol). Сразу же с улицы её не видно. Внезапно появляясь из-за других построек, эта мечеть всегда радует глаз верующих и поклонников исламской культуры.

## Климат
Денпасар расположен немного южнее экватора, и имеет соответствующий субэкваториальный климат с почти постоянными температурами в течение всего года. Осадков в год выпадает 1 700 мм, средний максимум варьирует от 29 до 35 °C, минимум почти постоянен и в течение всего года равен около 23 °C. Влажный сезон наиболее силён с декабря по февраль, пик сухого сезона приходится на август, однако чёткого разделения на сухой и влажный сезон не наблюдается.

## Пляжи

### Пляж Санур (Sanur)
Подойдет для любителей спокойного отдыха. Его длина составляет порядка 5 км. Здесь можно насладиться теплой водой, практически белым песчаным побережьем. В Сануре главным видом активности является дайвинг.

### Легиан (Legian)
Пляж, который больше предпочитает молодежь. Длина побережья составляет всего лишь 500 м, но зато здесь можно найти большое количество баров, кафе и прочих развлекательных заведений. Море у берегов Легиана не такое спокойное, как на пляже Санур, и потому данное побережье хорошо подходит для занятий серфингом.

## Известные уроженцы
- Ида Багус Ока (1936—2010) — индонезийский государственный и общественный деятель, губернатор острова Бали.